# 胡原おみ
胡原 おみ（こはら おみ）は、日本の漫画家、イラストレーター。秋田県十文字町出身、埼玉県在住。

## 来歴
3歳から中学3年生までバレエを習う。専門学校日本デザイナー芸術学院仙台校まんが学科卒業。卒業後に地元で絵の活動をするが、その後上京しアシスタントを行いながら2013年、『COMIC@LOID』第1号に掲載された『地獄型人間動物園〜第一章〜 脳漿炸裂ガール』でデビュー。

## 作品リスト

### 連載
- 地獄型人間動物園〜第一章〜 脳漿炸裂ガール（『COMIC@LOID』第1号 - 第5号）
- アヒルのバレエ（『COMICリュエル』2015年1月 - 8月）
- みけねこ鍼灸院（『ゆるゆるねこぱんち』2014年9月号、2014年11月号、2015年1月号 - 2016年7月号、『ねこぱんち』No.113〈'16チョコ号〉）
- 赤毛のアンの食卓から（『みんなの食卓』わたしの平成の味〈2014年12月〉 - おむすび物語〈2016年10月〉）
- しろねこ荘のタカコ姐さん（『ねこぱんち』No.118〈七色号〉 - No.145〈12周年号〉）
- 花園君と数さんの不可解な放課後（『コミックDAYS』2019年5月17日 - 2020年5月29日）
- 逢沢小春は死に急ぐ（『ウルトラジャンプ』2022年9月号[4] - 2025年5月号[5]）
- 氏神さまのコンサルタント（原作：西山倫子＋モノガタリラボ、『コミックDAYS』2023年6月4日 - 2024年12月15日）

### 読み切り
- 鍋焼きうどん（『ひとりごはん』福〈2014年10月〉）
- ババヘラアイス（『ひとりごはん』春〈2015年3月〉）
- 野球と焼肉弁当（『ひとりごはん』秋〈2015年9月〉）
- 豚肉と白菜鍋（『ひとりごはん』No.4 ポカポカお鍋）
- 海鮮ちらし（『ひとりごはん』No.6 ごきげんランチ♪）
- 冷やし中華（『ひとりごはん』No.7 しあわせ丼♪）
- あの子の秘密（『週刊ヤングジャンプ』2016年48号）
- バターチキンカレー（『ひとりごはん』No.18 今日はカレー♪）
- 横手やきそば（『ひとりごはん』No.19 アツアツ♪お好み焼き）
- あら汁（『ひとりごはん』No.21 やさしいお味噌汁）
- 鮭のクリーム煮（『みんなの食卓』手作りホワイトソース〈2017年2月〉）
- 玉こんの散歩道（『ねこぱんち』No.127〈'17サクラ号〉 - No.151〈桜猫号〉）
- なすとトマトのパスタ（『みんなの食卓』からあげレシピ〈2017年4月〉）
- 玉こんの部屋～猫の相談室～（『ねこぱんち』No.152〈猫さんぽ号〉 - NO.164〈春ランチ号〉）
- 初めての次の日（『ヤンマガWeb』2023年2月2日[6]）

### 書籍
- 『地獄型人間動物園〜第一章〜 脳漿炸裂ガール』KADOKAWA〈電撃コミックスNEXT〉、2014年3月27日発売[7]、ISBN 978-4-04-866356-4
- 『アヒルのバレエ』実業之日本社〈リュエルコミックス〉、2015年9月16日発売[8]、ISBN 978-4-408-41424-9
- 『みけねこ鍼灸院』、少年画報社〈ねこぱんちコミックス〉2017年、全2巻[9]
- 『赤毛のアンの食卓から』少年画報社〈思い出食堂コミックス〉、2017年2月13日発売[10]、ISBN 978-4-7859-5957-9
- 『しろねこ荘のタカコ姐さん』、少年画報社〈ねこぱんちコミックス〉2017年 - 2018年、全3巻[11]
- 『花園君と数さんの不可解な放課後』、講談社〈モーニングKC〉2019年 - 2020年、全3巻[12]
- 『逢沢小春は死に急ぐ』、集英社〈ヤングジャンプ コミックス〉2023年[13] - 2025年、全5巻
- 『氏神さまのコンサルタント』、原作：西山倫子＋モノガタリラボ、講談社〈モーニングKC〉2023年 - 2025年、全3巻